# Бруно IV фон Зайн
Бруно фон Зайн (на немски: Bruno von Sayn, (Brun); * ок. 1165; † 2 ноември 1208, замък Бланкенберг) от фамилията на графовете на Зайн, е архиепископ на Кьолн от 1205 до 1208 г. като Бруно IV.

## Живот
Той е четвъртият син на граф Еберхард I фон Зайн (1139 – 1176) и съпругата му Хедвиг или Кунигунда, дъщеря на граф Ремболд I фон Изенбург († 1121) и съпругата му фон Арнщайн. Роднина е на Бруно фон Изенбург, каноник в Кьолн (fl 1160/1184/1207), син на граф Герлах фон Изенбург.
През 1176 г. Бруно е споменат като катедрален фогт в Кьолн. Той е на страната на Велфите. През 1199 г. е пратеник на немско-римския крал Ото IV в Рим. На 25 юли 1205 г. Бруно е избран за архиепископ на Кьолн след свалянето на архиепископ Адолф I фон Алтена.
След битката при Васенберг, на 26 август 1206 г., Бруно е пленен от крал Филип Швабски и до 1207 г. е държан затворен в замъка „Трифелс“ (Пфалц) и в Алт-Емс (в днешния Хоенемс, Ворарлберг).
През 1208 г. Бруно е в Рим в продължение на няколко месеца. Там Папа Инокентий III определя Бруно за истинския архиепископ на Кьолн. След убийството на Филип Швабски папата коронова Ото IV за император на Свещената Римска империя.
На 11 септември 1208 г. Бруно триумфално се връща в Кьолн, където Адолф фон Алтена и привържениците му също му се подчиняват. Той дава на Адолф рента от 250 марки. Бруно фон Зайн умира малко по-късно – на 2 ноември 1208 г. в замъка „Бланкенберг ан дер Зиг“. Погребан е в Кьолнската катедрала.